# (441) Батильда
(441) Батильда (лат. Bathilde) — астероид главного пояса, который принадлежит к спектральному классу M. Он был открыт 8 декабря 1898 года французским астрономом Огюстом Шарлуа в обсерватории Ниццы.

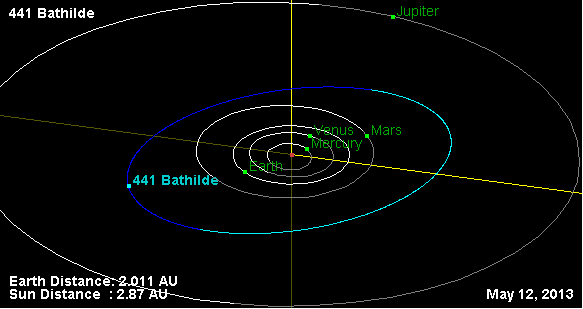
Орбита астероида Батильда и его положение в Солнечной системе

Полученные, в 1975 году обсерваторией Китт Пик,  радиометрические данные позволили оценить размеры астероида в 64 км.